# Marcelo Céspedes
Marcelo Mario Alfredo Céspedes (Rosario, provincia de Santa Fe Argentina, 27 de abril de 1955 - Buenos Aires, 5 de mayo de 2020) fue un director, profesor y productor de cine, especializado en cine documental que ha realizado una importante obra en este género.

## Carrera profesional
Cursó Realización en la Escuela Panamericana de Arte de la cual egresó en 1978 además de otros estudios de cinematografía. El Fondo Nacional de las Artes le concedió una beca de investigación y la embajada de Canadá otra de perfeccionamiento. Hizo labor docente en universidades y escuelas de cine de Argentina, Cuba y España. 
Con Carmen Guarini fundó en 1986 la productora Cine-Ojo, y en el 2001 el Festival y Forum DocBuenosAires. Debutó en el largometraje con el documental Hospital Borda: un llamado a la razón (1986) después de haber realizado diversos cortometrajes en Súper 8 y 16 mm. Por su labor en el cine obtuvo premios en importantes festivales nacionales e internacionales como el Festival de Leipzig, San Salvador de Bahía, Bombai, La Habana, Houston, etc.

## Premios
- Premio Konex en el rubro Documental
  - Diploma al Mérito en 1991
  - Diploma al Mérito en 2001 (compartido con Carmen Guarini)
- Festival Internacional del Nuevo Cine Latinoamericano de La Habana) de 2002.
  - Mención Especial como mejor documental para H.I.J.O.S., el alma en dos compartido con Carmen Guarini.
- Festival Internacional de cine documental, cortometrajes y animación de Bombay (India) de 2000
  - Mención Especial del FIPRESCI concedida por Tinta roja compartido con Carmen Guarini por su excelente retrato de un tema delicado con una excelente fotografía.
- Mención Especial de la Organización Católica Internacional del Cine (OCIC) en 1995 por Jaime de Nevares, último viaje  compartido con Carmen Guarini.
- Festival Internacional de Cine de Cracovia (Polonia) de 1986.
  - Mención Especial en la competencia internacional para Por una tierra nuestra
- IV Certamen Nacional y I Hispanoamericano de Cine Amateur ( 1983, España)
  - Premio al Mejor Film Hispanoamericano por  Los Totos (cortometraje)

## Filmografía
Director
- La ballena va llena  (2014)
- H.I.J.O.S., el alma en dos  (2002)
- Ilusiones perdidas  Inédita (2001)
- Tinta roja  (1998)
- Jaime de Nevares, último viaje  (1995)
- Historias de amores semanales  (1993)
- La voz de los pañuelos  (1992)
- La noche eterna  (1991)
- A los compañeros la libertad  (2002) (cortometraje)
- Buenos Aires, crónicas villeras  (1986)
- Hospital Borda: un llamado a la razón  (1986)
- Por una tierra nuestra  (cortometraje) (1984)
- Los Totos (cortometraje)  (1983)
- Luján (cortometraje)  (1980)

Intérprete
- La ballena va llena  (2014) …Él mismo
- Victoria 392  (1982)

Producción
- Malka, una chica de la Zwi Migdal  (2014)
- Cuentas del alma. Confesiones de una guerrillera  (2012)
- Proyecto aluvión (2011)
- La palabra empeñada  (2010)
- El viaje de Avelino  (2009)
- Regreso a Fortín Olmos  (2008)
- Parador Retiro  (2008)
- Caja cerrada  (2008)
- Pulqui, un instante en la patria de la felicidad  (2007)
- Fotografías  (2007)
- Tierra seca  (2006)
- Ronda nocturna  (2005)
- Meykinof  (2005)
- Espejo para cuando me pruebe el smoking  (2005)
- Los perros  (2004)
- Los rubios  (2003)
- Por la vuelta  (2002)
- Todo juntos  (2002)
- La televisión y yo (notas en una libreta)  (2002)
- H.I.J.O.S.: El alma en dos  (2002)
- Yo, Sor Alice  (2001)
- Che: muerte de la utopia?  (1999)
- El siglo del viento  (1999)
- Buenos Aires, crónicas villeras  (1986)
- Luján (cortometraje)  (1980)

Ayudante de dirección
- La virgen gaucha  (1986)

Guionista
- La ballena va llena  (2014)
- Tinta roja  (1998)
- Historias de amores semanales  (1993)
- Hospital Borda: un llamado a la razón  (1986)
- Por una tierra nuestra  (cortometraje) (1984)
- A los compañeros la libertad  (2002) (cortometraje)
- Buenos Aires, crónicas villeras  (1986)
- Los Totos (cortometraje)  (1983)

Sonido
- Victoria 392  (1982)

Montaje
- La ballena va llena  (2014)
- Meykinof  (2005)
- Autorretrato los compañeros la libertad  (2002) (cortometraje)

Idea original
- Pulqui, un instante en la patria de la felicidad  (2007)

Productor asociado
- Ramón Ayala  (2013)
- Liniers, el trazo simple de las cosas  (2010)

Producción ejecutiva
- El abrazo de la serpiente  (2015)
- Gricel. Un amor en tiempo de tango  (2012)
- La pasión de Michelángelo  (2012)
- Hachazos  (2011)
- La palabra empeñada  (2010)
- Regreso a Fortín Olmos  (2008)
- Bialet Massé, un siglo después  (2006)
- El tiempo y la sangre  (2004)
- Prohibido dormir  (2004)
- Yo no sé qué me han hecho tus ojos  (2003)
- Murgas y murgueros  (2003)
- Tango deseo   (cortometraje) (2002)
- Tinta roja  (1998)
- Jaime de Nevares: Último viaje  (1995)